# Goteik-Viadukt
Der Goteik Viadukt (auch mit den Schreibweisen Gok teik, Gokteik oder Gohteik) ist eine Eisenbahn-Bockbrücke (Trestle-Brücke) bei Nawnhkio, Shan-State, Myanmar. Es handelt sich um die höchste Brücke in Myanmar und die größte Eisenbahn-Bockbrücke der Welt zum Zeitpunkt ihrer Fertigstellung 1900.

## Lage

Streckenentwicklung bei Goteik

Die Brücke liegt etwa 100 km nordöstlich von Mandalay an der Bahnstrecke nach Lashio, der Hauptstadt des nördlichen Shan-Staates, zwischen den Städten Pyin U Lwin (bekannt als Mymyo, der Sommerhauptstadt der ehemaligen britischen Kolonialverwaltung) und Hsipaw.

## Bau

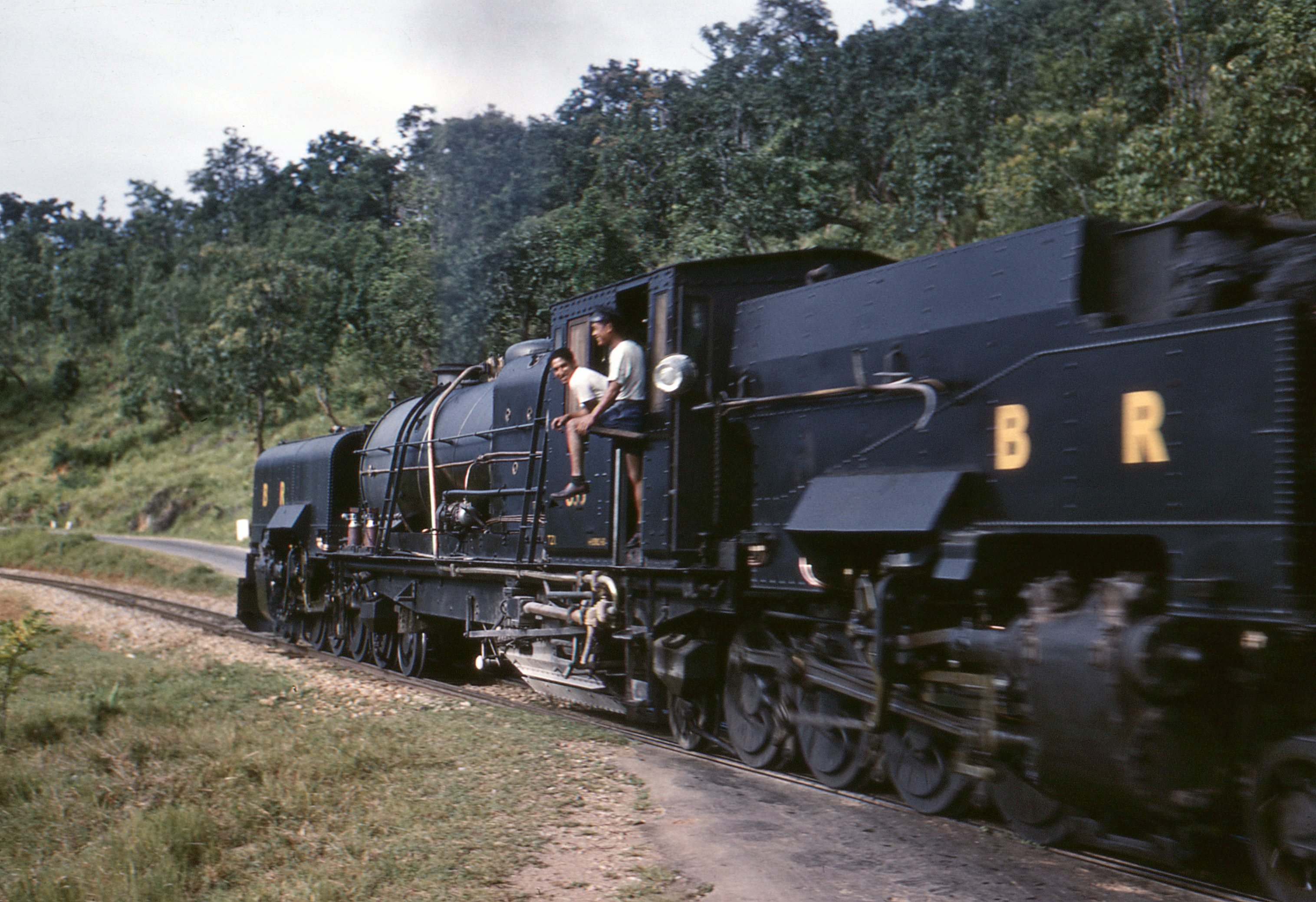
Garratt-Lokomotive der Burma Railway vor Auffahrt auf den Goteik Viadukt

Die Brücke wurde 1899 von der Pennsylvania and Maryland Construction Comp. erbaut und 1900 fertiggestellt. Die Stahlkomponenten stammen von der Pennsylvania Steel Corp., ihre Verschiffung erfolgte aus den Vereinigten Staaten von Amerika. Der Bahnbau von Mandalay nach Lashio erfolgte im Rahmen der regionalen Expansionsbestrebungen des Britischen Empires. Das Bauprojekt stand unter der Leitung von Sir Arthur Rendel, einem Ingenieur der Burma Railroad Company. Das rollende Material war ursprünglich britischer Herkunft. Noch 1961 waren Garratt-Lokomotiven für die Burma Railways auf der Strecke Mandalay–Lashio in vollem Einsatz.

## Brückendaten
Der Viadukt erstreckt sich von einem Ende zum anderen über 15 Stütztürme mit Spannweiten von jeweils 12 Meter und einen Doppelturm von 24 m auf einer Gesamtlänge von 689 Meter. Die 15 Türme tragen 10 Fachwerkträger von je 37 m Länge, 6 Plattenträger mit je 18 Meter und einen Ansatzträger von 12 Meter. Die Konstruktion bringt die Brücke auf eine Höhe von 250 Meter über Flussniveau. Die Höhe der Brücke vom Schienendeck bis zum Fundament des höchsten Turmes beträgt 102 Meter. Die Gesamtbaukosten der Brücke betrugen 111.200 Pound Sterling.
Aufgrund der technischen Bedingungen und der topographischen Verhältnisse gilt dieses Bauwerk als Meisterwerk von Weltstandard.

## Ausweichstrecke
Da die Linie von Mandalay nach Lashio strategisch wichtig ist, wurde 1976–1978 eine Ersatzstrecke mit vielen engen Kurven bis tief in die Schlucht hinunter gebaut, mit einer kurzen Brücke über den Fluss. Nach Zerstörung der Brücke hätten kurze Züge (max. 140 Tonnen) über die Ersatzstrecke geführt werden können. Vom Viadukt aus sind auch 2013 noch Gleise tief unten zu sehen, doch seit 2002 wurde die Strecke der tropischen Vegetation überlassen.